# Eitorf
Eitorf település Németországban, azon belül Észak-Rajna-Vesztfália tartományban. Lakosainak száma 19 269 fő (2023. december 31.).

## Népesség
A település népességének változása:
| Lakosok száma | 14 766 | 18 671 | 18 727 | 18 751 | 19 132 | 19 269 |
|               | 1975   | 2017   | 2019   | 2021   | 2022   | 2023   |